# Daniel Nicolaus von Warnstedt
Daniel Nicolaus von Warnstedt (4. september 1729 – 20. september 1802 i Plön) var en dansk forstmand.
Faderen var meklenborgsk kaptajn. Efter at have været kammerjunker og overskænk i hertugelig plönsk tjeneste blev han 1762 udnævnt til kongelig landstaldmester i Hertugdømmerne, 1767 til overførster i Plön og 1776 til jægermester i en del af Holsten; allerede 1767 var han blevet hofjægermester, 1774 kammerherre. Da man 1778 adskilte jagten fra skovvæsenet og fritog Carl Christian von Gram for at lede dette, blev Warnstedt udnævnt til overforstmester for Danmark og Hertugdømmerne, med ret til atter at træde tilbage til sin stilling som jægermester, en ret han af helbredshensyn benyttede allerede 1784, kort før regeringsskiftet, idet han byttede virksomhed med Christoph Hartwig von Linstow; han døde i Plön 20. september 1802. 1783 var han udnævnt til Hvid Ridder. 12. oktober 1761 havde han ægtet Christiane Magdalene Elisabeth Haack (død 5. december 1792).
Det korte tidsrum, i hvilket Warnstedt stod i spidsen for det danske statsskovbrug, var overmåde betydningsfuldt, og han synes at have deltaget med dygtighed og iver i skovenes udskiftning og indfredning såvel som i gennemførelsen af forordningen af 18. april 1781, der organiserede kongerigets statsskovbrug.